# Ernst Křenek
Ernst Heinrich Křenek (Vienna, 23 agosto 1900 – Palm Springs, 22 dicembre 1991) è stato un compositore e direttore d'orchestra austriaco naturalizzato statunitense di origini boeme.
Pubblicò numerosi saggi tra cui Music here and now (1939), un saggio su Johannes Ockeghem (1953) e Horizons Circled: Reflections on my Music (1974). 

## Biografia
Nacque a Vienna, e compì i suoi studi prima nella città natale e poi a Berlino, dove fu allievo di Franz Schreker; in Germania lavorò come direttore d'orchestra nei teatri d'opera. Durante la prima guerra mondiale, Křenek fu arruolato nell'esercito, ma rimase di stanza a Vienna, il che gli consentì di proseguire gli studi. Nel 1922 incontrò Alma Mahler, moglie di Gustav Mahler, e sua figlia Anna, che gli richiesero di completare la decima sinfonia del maestro scomparso. Egli accettò, lavorando sul primo e sul terzo movimento. Due anni più tardi sposò Anna, da cui si separò nemmeno un anno dopo le nozze.
Messa al bando la sua opera dal Partito Nazista come esempio di arte degenerata, nel 1938 partì per gli Stati Uniti d'America. Qui insegnò in diverse università, come la Hamline University nel Minnesota (1942-1947). Divenne cittadino americano nel 1945. Tra i suoi allievi si annoverano George Perle e Robert Erickson.
Morì a Palm Springs, in California.

## Stile

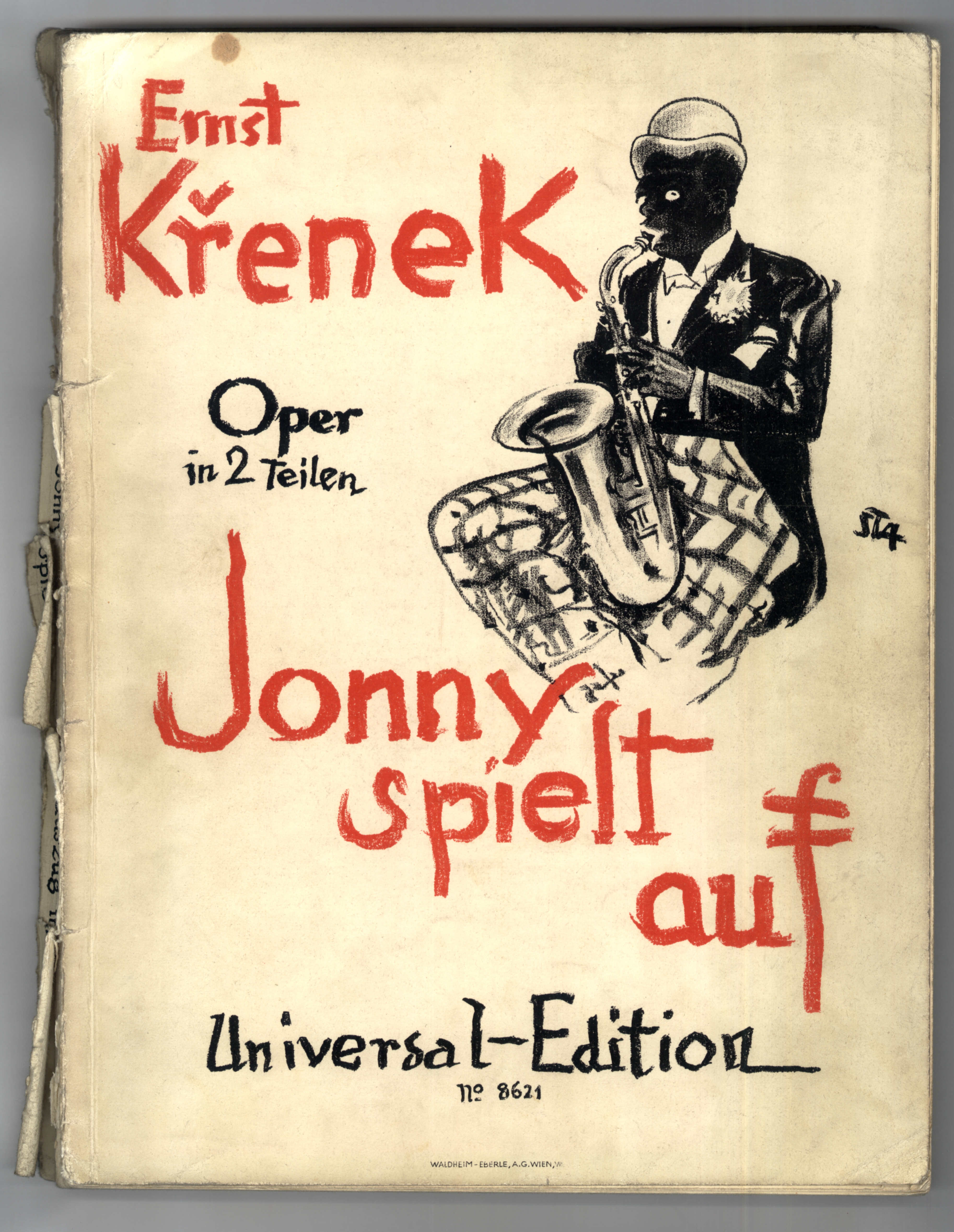
Copertina della prima edizione di Johnny spielt auf di Ernst Křenek

Ernst Křenek adoperò nel corso della sua carriera diversi stili compositivi; partì dal tardo-romanticismo in cui forte si sente l'influenza del maestro, Franz Schreker; abbracciò poi l'atonalità e durante un soggiorno a Parigi entrò a contatto con Igor' Fëdorovič Stravinskij e Les Six, che lo portarono verso il neoclassicismo. La sua celebre opera Jonny spielt auf (1926) informa del suo interesse per il jazz e fu un successo duraturo in Europa. Un nuovo ritorno al neoromanticismo, nel segno di Franz Schubert, si avverte nella stesura del Reisebuch aus den österreichischen Alpen (Diario delle Alpi Austriache), un ciclo di lied, prima di passare alla tecnica dodecafonica. L'opera Karl V (1931-33) è interamente dodecafonica, così come la maggior parte delle composizioni successive. Fu autore anche di musica elettronica ed aleatoria.

## Principali composizioni

### Teatro musicale
- Die Zwingburg (1924 al Staatsoper Unter den Linden diretta da Erich Kleiber)
- Der Sprung über den Schatten, op. 17 (Francoforte 1924)
- Orpheus und Eurydike, op. 21 (Kassel 1926)
- Bluff, Operette op. 36 (1924/5)
- Jonny spielt auf, op. 45 (Lipsia 1927)
- Der Diktator op. 49 (Wiesbaden 1928) con Viorica Ursuleac
- Das geheime Königreich op. 50 (Wiesbaden 1928)
- Schwergewicht, oder Die Ehre der Nation op. 55 (Wiesbaden 1928)
- Leben des Orest, op. 60 (Lipsia 1930)
- Kehraus um St. Stephan, op. 66 (1930, Bärenreiter)
- Cefalo e Procri op. 77 (Venezia 1934)
- Karl V, op. 73 (Praga 1938 con Kurt Baum)
- Tarquin, op. 90 (Colonia 1950)
- Dark Waters op. 125 (Los Angeles 1950)
- Pallas Athene weint, op. 144 (Hamburg 1955)
- The Bell Tower op. 153 (Urbana 1957)
- What Price Confidence?, op. 111 (Saarbrücken 1960)
- Ausgerechnet und verspielt op. 179 (Vienna 1962)
- Der goldene Bock,op. 186 (Hamburg 1964)
- Der Zauberspiegel, op.192 (Munich 1966)
- Sardakai, oder Das kommt davon, op. 206 (Hamburg 1970)
- Flaschenpost aus Paradies, Fernsehstück mit elektronischer Musik op. 217 (1973, ORF Wien)

### Balletti
- Mammon,op.37 (1925)
- Der vertauschte Cupido, op.38 (1925)
- Eight Column op.85 (1939)

### Opere orchestrali
- Das Gheheime Königreich op. 50 (1928)

### Sinfonie
- Sinfonia n.1 op.7 (1921)
- Sinfonia n.2 op.12 (1922)
- Sinfonia n.3 op.16 (1922)
- Sinfonia per fiati e percussioni op.34 (1921-25)
- Piccola Sinfonia op.58 (1928)
- Sinfonia n.4 op.113 (1947)
- Sinfonia n.5 op.119 (1949)
- Sinfonia Pallas Athene op.137 (1954)